# Villardefrades (kommunhuvudort)
Villardefrades är en kommunhuvudort i Spanien.   Den ligger i provinsen Provincia de Valladolid och regionen Kastilien och Leon, i den centrala delen av landet, 190 km nordväst om huvudstaden Madrid. Villardefrades ligger 725 meter över havet och antalet invånare är 212.
Terrängen runt Villardefrades är platt. Runt Villardefrades är det glesbefolkat, med 8 invånare per kvadratkilometer. Närmaste större samhälle är Villabrágima, 15,9 km nordost om Villardefrades. Trakten runt Villardefrades består till största delen av jordbruksmark.